# Surorejan
Surorejan is een bestuurslaag in het regentschap Kebumen van de provincie Midden-Java, Indonesië. Surorejan telt 3568 inwoners (volkstelling 2010).